# Z Apodis
Z Apodis är en pulserande variabel av RV Tauri-typ (RVA) i stjärnbilden Paradisfågeln. 
Stjärnan varierar mellan visuell magnitud +10,7 och 12,7 med en period av 37,89 dygn.